# Anaxíbia
Na Mitologia grega, Anaxíbia é o nome de várias personagens:
- Filha de Bias e esposa de Pélias, com o qual se tornou mãe de Acasto, Pelópia e de Alcestes[1][2].

- Filha de Crateu e segunda esposa de Nestor[3].

- Filha de Plístene, irmã de Agamémnon e de Menelau. Casou-se com Estrófio e foi mãe de Pilades e de Astidameia[4].